# Wapnica Południowa
Wapnica Południowa (także: Wapnickie Południowe) – jezioro na Pojezierzu Ińskim, położone w gminie Suchań (powiat stargardzki, województwo zachodniopomorskie).

## Charakterystyka
Jezioro położone jest na południe od wsi Wapnica, przy czym jego północno-zachodnie brzegi przylegają do zabudowań tej wsi i drogi krajowej nr 10. Od północy, przez tę drogę, sąsiaduje z jeziorem Wapnica Północna, a od południa z jeziorem Pod Topolami. Akwen ma powierzchnię 28,1 hektara, maksymalną głębokość 19,8 metra oraz objętość 2304,2 m³. Wapnica Południowa jest jeziorem rynnowym leżącym na wysokości 74,8 m n.p.m., o stromych brzegach i nierównym dnie.

## Gospodarka rybacka i wędkarstwo
Jezioro stanowi akwen sandaczowy. Wykorzystywane jest przez gospodarkę rybacką (połów ryb) oraz przez wędkarzy. Oprócz sandaczy w wodach jeziora występują: szczupaki, karpie, płocie, liny, wzdręgi, sumy, leszcze i amury.